# Andrena urarti
Andrena urarti är en biart som beskrevs av Osytshnjuk 1993. Andrena urarti ingår i släktet sandbin, och familjen grävbin. Inga underarter finns listade i Catalogue of Life.